# Xu hướng tính dục
Xu hướng tính dục là một loại hấp dẫn về mặt tình cảm hoặc tình dục (hoặc cả hai) một cách lâu dài đối với những người thuộc giới tính hoặc giới khác, thuộc cùng giới tính hoặc giới, thuộc cả hai giới tính hoặc nhiều hơn một giới. Những sự hấp dẫn này thường được bao gồm trong dị tính luyến ái, đồng tính luyến ái và song tính luyến ái, trong khi vô tính luyến ái (sự khan hiếm về hấp dẫn tình dục đối với người khác) đôi khi được xem là loại thứ tư.
Các danh mục này là các khía cạnh mang tính đa dạng hơn trong bản chất của bản dạng tính dục và thuật ngữ. Ví dụ: mọi người có thể sử dụng các nhãn khác, chẳng hạn như toàn tính luyến ái hoặc đa tính luyến ái, hoặc không dùng bất kì nhãn nào cả. Theo Hiệp hội Tâm lý học Hoa Kỳ, xu hướng tính dục "cũng đề cập đến nhận dạng của một người dựa trên  điểm hấp dẫn đó, hành vi liên quan, và sự tham gia vào cộng đồng những người có cùng sự hấp dẫn". Androphilia và gynephilia là những thuật ngữ được sử dụng trong khoa học hành vi để mô tả xu hướng tính dục như một sự thay thế cho khái niệm giới nhị nguyên. Androphilia mô tả sự hấp dẫn tính dục đối với tính nam hay nam giới; gynephilia mô tả sự hấp dẫn tính dục đối với tính nữ hay nữ giới. Thuật ngữ sở thích tình dục phần lớn trùng lặp với xu hướng tính dục, nhưng thường được phân biệt rõ ràng trong các nghiên cứu tâm lý học. Chẳng hạn, một người được xác định là song tính sẽ thích việc làm tình với giới tính này hơn giới tính kia. Sở thích tình dục cũng có thể mang ý nghĩa là sự lựa chọn dựa trên một mức độ nào đó, trong khi các nhà khoa học lại không đồng ý như vậy, bởi họ cho xu hướng tính dục không phải là một sự lựa chọn.
Các nhà khoa học không biết nguyên nhân chính xác dẫn tới xu hướng tính dục, nhưng họ đưa ra giả thuyết rằng nó là kết quả của sự tác động qua lại một cách phức tạp của các tác nhân di truyền, nội tiết tố và ảnh hưởng từ môi trường. Mặc dù vẫn chưa một giả thuyết nào về nguyên nhân dẫn đến xu hướng tính dục nhận được sự ủng hộ rộng rãi, các nhà khoa học phần lớn ủng hộ các lý thuyết dựa trên cơ sở sinh học. Có nhiều bằng chứng ủng hộ các nguyên nhân sinh học, phi xã hội hơn là do xã hội, đặc biệt là đối với nam giới. Không có bằng chứng xác thực nào cho thấy việc nuôi dạy hoặc trải nghiệm thời thơ ấu có vai trò đối với xu hướng tính dục. Ở khắp các nền văn hóa, hầu hết mọi người là dị tính luyến ái, chỉ một thiểu số được ghi nhận là đồng tính luyến ái hoặc song tính luyến ái.:8:9-10 Xu hướng tính dục của một người có thể ở bất kỳ đâu trên một continum, từ chỉ có sự hấp dẫn đối với người có giới tính khác đến chỉ có sự hấp dẫn đối với người có cùng giới tính.
Xu hướng tính dục được nghiên cứu chủ yếu trong lĩnh vực sinh học, khoa học thần kinh và tâm lý học (bao gồm cả tình dục học), nhưng nó cũng là một lĩnh vực đề tài trong xã hội học, lịch sử (bao gồm các quan điểm của nhà kiến tạo xã hội) và luật.

## Định nghĩa, phân biệt bản dạng tính dục và hoạt động tình dục

### Tổng quan
Từ trước đến nay, xu hướng tính dục được định nghĩa bao gồm dị tính luyến ái, song tính luyến ái, đồng tính luyến ái, còn vô tính luyến ái được một số nhà nghiên cứu xem là loại thứ tư và được định nghĩa là không bao gồm những xu hướng tính dục đã biết. Một người vô tính luyến ái có rất ít hoặc không có sự hấp dẫn về tình dục đối với người khác. Nó có thể được xem như không có xu hướng tính dục, và cuộc tranh luận rằng nó có phải xu hướng tính dục hay không vẫn đang diễn ra.
Hầu hết những định nghĩa về xu hướng tính dục bao gồm yếu tố tâm lý, ví dụ như đối tượng của sự ham muốn tình dục của một người, hoặc yếu tố hành vi, tập trung vào giới tính của một hoặc nhiều bạn tình của một cá nhân. Một số người chỉ thích đi theo định nghĩa hoặc bản dạng của một cá nhân nào đó. Theo hiểu biết của giới khoa học và chuyên môn, "sự hấp dẫn cốt lõi tạo nên nền tảng cho xu hướng tính dục khi lớn thường xuất hiện vào giữa thời thơ ấu cho đến đầu giai đoạn vị thành niên." Xu hướng tính dục khác với bản dạng tình dục ở chỗ xu hướng tính dục bao gồm mối quan hệ với người khác, trong khi bản dạng tình dục là một khái niệm về bản thân.
Hiệp hội Tâm lý học Hoa Kỳ cho rằng: "Xu hướng tính dục đề cập đến một loại hấp dẫn về tâm lý, tình cảm hoặc tình dục lâu dài với nam, nữ hoặc cả hai giới tính" và "những hành vi và sự hấp dẫn tương tự đã được ghi nhận ở nhiều nền văn hóa và quốc gia trên khắp thế giới, và những người mang những sự hấp dẫn này được gán cho những nhãn nhận dạng. Ở Hoa Kỳ, những nhãn quen thuộc nhất là lesbian (nữ có sự hấp dẫn đối với nữ), gay (nam có sự hấp dẫn đối với nam), và bisexual (nam hoặc nữ có sự hấp dẫn đối với cả hai giới tính). Tuy nhiên, một số người sẽ chọn dùng những nhãn khác hay không dùng cái nào cả." Họ nói thêm rằng xu hướng tính dục "khác hoàn toàn so với những yếu tố khác của giới tính và giới, bao gồm giới tính sinh học (đặc điểm cơ thể, tâm lý và di truyền gắn liền với việc mang giới tính nam hoặc nữ), bản dạng giới (nhận thức của bản thân về việc là nam hay nữ), và vai trò giới xã hội (các chuẩn mực văn hóa xác định hành vi là nữ tính hay nam tính)".
Bản dạng tính dục và hoạt động tình dục có mối quan hệ mật thiết với xu hướng tính dục, nhưng chúng cũng khác nhau. Bản dạng tính dục là nhận thức của một cá nhân về chính bản thân người đó; hoạt động tình dục đề cập đến những hành động về tình dục mà cá nhân thực sự thực hiện; còn xu hướng tính dục đề cập đến "những mong ước, gắn bó và khao khát". Một cá nhân có thể thể hiện xu hướng tính dục của mình thông qua những hành vi hoặc không. Những người có xu hướng tính dục không phải dị tính luyến ái nhưng lại khác với bản dạng tính dục của họ đôi khi bị xem là ‘chưa công khai’. Tuy nhiên, thuật ngữ này cũng có thể là một sự phản ánh của một bối cảnh văn hóa nhất định và một sự chuyển giao cụ thể trong xã hội khi vấn đề hòa nhập các nhóm giới tính thiểu số đang dần được giải quyết. Trong những nghiên cứu về xu hướng tính dục, khi nói về mức độ trùng khớp giữa sự hấp dẫn tình dục, hoạt động tình dục và bản dạng tính dục, các nhà khoa học thường dùng các thuật ngữ "đồng điệu" hoặc "không đồng điệu." Theo đó, khi một người nữ bị hấp dẫn bởi một người nữ khác, nhưng tự nhận bản thân là dị tính luyến ái và chỉ làm tình với nam, có thể được xem như đang có sự không đồng điệu giữa xu hướng tính dục (đồng tính luyến ái) với bản dạng tính dục và hoạt động tình dục (dị tính luyến ái).

### Sự hấp dẫn đối với tính nam, sự hấp dẫn đối với tính nữ và một số thuật ngữ khác
Androphilia và gynephilia (hoặc gynecophilia) là các thuật ngữ được dùng trong khoa học hành vi để diễn tả sự hấp dẫn về tình dục, được dùng như một thuật ngữ thay thế cho khái niệm đồng tính luyến ái và dị tính luyến ái. Chúng được dùng để xác định đối tượng mà một cá nhân bị thu hút mà không gán lên cá nhân đó giới tính hay bản dạng giới. Người ta còn dùng các thuật ngữ như queer, toàn cảm, mối quan hệ đa ái, hấp dẫn đối với tính nam và tính nữ, hoặc các bản dạng cá nhân như byke (người nữ song tính nhưng có khuynh hướng nghiêng về nữ nhiều hơn và thỉnh thoảng cũng có với nam) hoặc biphilic.
Sử dụng sự hấp dẫn đối với tính nam và sự hấp dẫn đối với tính nữ có thể tránh gây ra sự bối rối và xúc phạm đối với những người không thuộc về nền văn hóa phương Tây, cũng như để miêu tả những người liên giới tính và chuyển giới. Nhà tâm lý học Anil Agrawal giải thích rằng sự hấp dẫn đối với tính nam cũng như sự hấp dẫn đối với tính nữ "là cần thiết để vượt qua những trắc trở to lớn trong việc xác định xu hướng tính dục của những người chuyển giới nam và những người chuyển giới nữ. Ví dụ, thật khó để xác định một người chuyển giới nam và có sự hấp dẫn tình dục đối với nam sẽ là một người nữ dị tính luyến ái hay một người nam đồng tính luyến ái; hoặc một người chuyển giới nữ có sự hấp dẫn tình dục với nữ sẽ là một người nam dị tính luyến ái hay một người nữ đồng tính luyến ái. Bất cứ một nỗ lực nhằm phân loại những người này đều sẽ gây ra không chỉ sự bối rối mà còn là sự xúc phạm đối với họ. Trong những trường hợp đó, tập trung vào đối tượng hấp dẫn họ sẽ tốt hơn là giới tính của người chuyển giới." Nhà tình dục học Milton Diamong đã viết: "Thuật ngữ dị tính luyến ái, đồng tính luyến ái và song tính luyến ái nên được dùng như tính từ, không phải danh từ, và dùng để miêu tả hành vi, không phải miêu tả con người. Cách sử dụng này đặc biệt có lợi khi bàn về người tình của những người chuyển giới và liên giới tính. Những thuật ngữ mới này cũng không mang những gánh nặng về xã hội từ những thuật ngữ trước đó." Một số nhà nghiên cứu ủng hộ việc sử dụng các thuật ngữ để tránh sự thiên vị vốn có đối với những khái niệm của phương Tây về tính dục con người. Khi nói về nhân khẩu của fa’afafine ở Samoa, nhà xã hội học Johanna Schmidt viết rằng trong những nền văn hóa có giới thứ ba được công nhận, thuật ngữ như "người chuyển giới đồng tính luyến ái" không phù hợp với các phạm trù văn hóa.
Yêu người cùng giới, hay SGL, là một thuật ngữ sử dụng bởi một thành phần người Mỹ gốc Phi để gọi chính họ. Nó đồng nghĩa với đồng tính luyến ái nhưng không mang hàm ý kỳ thị. Một vài nhà nghiên cứu, ví dụ như Bruce Bagemihl, chỉ trích những mác tên gọi như "dị tính luyến ái" và "đồng tính luyến ái" gây khó hiểu và xúc phạm danh dự. Bagemihl viết rằng "…, nguồn gốc của những xu hướng tính dục "dị tính luyến ái" và "đồng tính luyến ái" trong danh pháp này hoàn toàn là giới tính sinh học của cá nhân trước khi xác định lại (xem ví dụ Blanchard et al. 1987, Coleman và Bockting, 1988, Blanchard, 1989). Do đó, những nhãn này bỏ qua nhận thức của cá nhân về bản dạng giới, thứ được ưu tiên hơn là giới tính sinh học, chứ không phải ngược lại." Bagemihl phản đối cách mà thuật ngữ này khiến mọi người nhầm lẫn rằng người chuyển giới thật ra là đồng tính nam đang cố thoát khỏi sự kỳ thị.

### Giới, chuyển giới, hợp giới và sự phù hợp
Những tác giả đi đầu trong chủ đề xu hướng tính dục thường nghĩ rằng về bản chất, xu hướng tính dục có mối quan hệ với giới tính sinh học của một người. Ví dụ, từng có quan điểm rằng một người mang đặc điểm sinh học của nữ bị hấp dẫn bởi những người mang đặc điểm sinh học nữ sẽ mang những đặc điểm của nam giới, và ngược lại. Hầu hết các nhà giả thuyết lớn từ giữa thế kỉ 19 đến đầu thế kỷ 20 có chung quan điểm về xu hướng tính dục, ví dụ như Karl Heinrich Ulrichs, Richard von Krafft-Ebing, Magnus Hirschfeld, Havelock Ellis, Carl Jung, và Sigmund Freud, cũng như nhiều người đồng tính luyến ái mang giới biến thể. Tuy nhiên, cách hiểu về đồng tính luyến ái như một sự nghịch đảo về giới đã gây ra nhiều tranh cãi vào thời điểm đó, và trong nửa sau của thế kỷ 20, bản dạng giới dần được xem như là một hiện tượng khác biết so với xu hướng tính dục. Người chuyển giới hay hợp giới có thể bị hấp dẫn bởi nam giới, nữ giới, hoặc cả hai, dù cho mức phổ biến của những xu hướng tính dục khác nhau cũng sẽ khác nhau giữa hai nhóm người. Một người đồng tính luyến ái, dị tính luyến ái hoặc song tính luyến ái có thể nam tính, nữ tính hoặc trung tính, thêm vào đó, nhiều thành viên và người ủng hộ cộng đồng đồng tính nam và đồng tính nữ nhìn nhận "đồng tính luyến ái phù hợp giới" và "dị tính luyến ái không phù hợp giới" như những khuôn mẫu tiêu cực. Dù sao đi nữa, những nghiên cứu của J.Michael Bailey và Kenneth Zucker đã cho thấy phần lớn những người đồng tính nam và đồng tính nữ trong nghiên cứu đã có nhiều mức độ bất hòa hợp giới trong thời thơ ấu. Người chuyển giới ngày nay nhận định bản thân với xu hướng tính dục trùng khớp với giới của họ, có nghĩa là một người chuyển giới nữ chỉ có hứng thú với nữ sẽ thường gắn mác cho bản thân là đồng tính nữ và một người chuyển giới nam chỉ hứng thú với nữ sẽ là một người nam dị tính.
Xu hướng tính dục trở nên phức tạp hơn khi xem xét những hiểu biết phi nhị nguyên về giới tính (không phải nam, nữ hay liên giới tính) và giới (nam, nữ, chuyển giới, giới thứ ba,...). Nhà xã hội học Paula Rodriguez Rust (2000) cho rằng định nghĩa xu hướng tính dục cần phải có cái nhìn đa chiều hơn:
Hầu hết các mẫu hình thay thế của tính dục … định nghĩa xu hướng tính dục dựa trên giới tính sinh học hoặc giới nhị nguyên… Hầu hết các nhà khoa học lý thuyết sẽ không loại trừ sự đề cập đến giới tính hoặc giới, mà thay vào đó sẽ ủng hộ việc kết hợp những khái niệm phi nhị nguyên phức tạp của giới tính hoặc giới, những mối quan hệ phức tạp giữa giới tính, giới và tính dục, và/hoặc các không gian phi giới tính vào mô hình tính dục— Paula C.Rodriguez Rust

### Các mối quan hệ ngoài xu hướng tính dục
Những người đồng tính nam và đồng tính nữ có thể sẽ có quan hệ tình dục với người khác giới tính vì nhiều nguyên nhân, bao gồm mong muốn có được một gia đình truyền thống được công nhận và nỗi lo lắng về sự kỳ thị và sự bài trừ của tôn giáo. Trong khi một số thành viên của cộng đồng LGBT giấu xu hướng tính dục của mình khỏi người vợ/chồng, những người khác phát triển bản dạng tính dục đồng tính của mình một cách tích cực và vẫn giữ được cuộc hôn nhân dị tính lành mạnh.  Công khai xu hướng tính dục với bản thân, người bạn đời, và con cái có thể mang tới những khó khăn mà những người đồng tính không kết hôn với người dị tính hoặc không có con không gặp phải.

### Khả năng thay đổi
Thông thường, xu hướng tính dục và bản dạng xu hướng tính dục không được phân biệt rõ, điều này có thể ảnh hưởng đến việc đánh giá chính xác xem xu hướng tính dục có thể thay đổi hay không; bản dạng xu hướng tính dục có thể thay đổi trong suốt cuộc đời mỗi người, và có thể trùng khớp hoặc khác biệt với giới tính sinh học, hành vi tình dục hoặc xu hướng tính dục thực sự của người đó. Đối với hầu hết mọi người, xu hướng tính dục là ổn định và sẽ không thay đổi, nhưng một số nghiên cứu chỉ ra rằng một số người có thể sẽ trải nghiệm những thay đổi về xu hướng tính dục, và điều này dễ xảy ra cho nữ giới hơn nam giới. Hiệp hội Tâm lý học Hoa Kỳ phân biệt giữa xu hướng tính dục (sự thu hút bẩm sinh) với bản dạng xu hướng tính dục (có thể thay đổi tại một thời điểm bất kỳ trong cuộc đời mỗi người).

## Nguyên nhân
Nguyên nhân chính xác dẫn đến sự hình thành một xu hướng tính dục nhất định vẫn chưa được công bố. Cho tới thời điểm hiện tại, nhiều cuộc nghiên cứu đã được tiến hành nhằm xác định sự ảnh hưởng của gen, hoạt động của hormone, động lực phát triển, sự ảnh hưởng của yếu tố xã hội và văn hóa khiến nhiều người nghĩ rằng yếu tố sinh học và ngoại cảnh đóng vai trò phức tạp trong việc hình thành nên xu hướng tính dục. Người ta từng cho rằng đồng tính luyến ái là kết quả của quá trình phát triển tâm lý sai lệch từ những trải nghiệm khi còn nhỏ và những mối quan hệ không lành mạnh, bao gồm cả bị lạm dụng tình dục thời thơ ấu. Người ta thấy rằng khẳng định này là dựa vào định kiến và thông tin sai lệch.

### Sinh học
Nghiên cứu đã nhận ra một vài yếu tố sinh học có thể liên quan đến quá trình hình thành xu hướng tính dục, bao gồm gen, hormone tiền sinh sản và cấu trúc não bộ. Hiện tại, khoa học vẫn chưa tìm ra nguyên nhân chính, và nhiều nghiên cứu liên quan đến lĩnh vực này đang được tiến hành.
Phần lớn nhà nghiên cứu tin rằng xu hướng tính dục không chỉ được quyết định bởi một yếu tố nào mà là sự kết hợp của di truyền, hormone và sự ảnh hưởng của môi trường cùng các yếu tố sinh học liên quan đến một hệ liên kết phức tạp giữa các nhân tố kiểu gen và môi trường trong tử cung vào giai đoạn phát triển sớm của phôi thai. Tuy nhiên, họ chú trọng dùng các mô hình sinh học để lý giải nguyên nhân. Nguyên nhân phi xã hội và sinh học có nhiều bằng chứng hơn đáng kể so với những nguyên nhân liên quan đến xã hội đặc biệt là ở nam giới. Các nhà khoa học không tin rằng xu hướng tính dục là một lựa chọn, và một số tin rằng xu hướng tính dục được xác định trong quá trình thụ thai. Nghiên cứu khoa học ở thời điểm hiện tại hướng tới tìm ra lời giải mang tính sinh học cho việc trở thành một xu hướng tính dục cụ thể. Các nghiên cứu khoa học đã cho thấy một số khác biệt sinh học có số liệu thống kê giữa người đồng tính và người dị tính, điều này có thể xuất phát từ cùng một nguyên nhân cơ bản hình thành nên chính xu hướng tính dục.

### Nhân tố di truyền
Gen có thể liên quan tới sự hình thành xu hướng tính dục. Nghiên cứu trên một cặp song sinh vào năm 2001 dường như loại trừ gen khỏi nhân tố chính trong khi một nghiên cứu trên một cặp song sinh khác vào năm 2010 cho thấy đồng tính luyến ái được giải thích bởi cả gen và yếu tố môi trường. Tuy nhiên, thiết kế thực nghiệm của các nghiên cứu song sinh hiện có lại khiến việc giải thích chúng trở nên khó khăn.
Vào năm 2012, một nghiên cứu về liên kết diện rộng của nhiễm sắc thể trên xu hướng tính dục của nam giới đã được tiến hành bởi một số nhóm nhà nghiên cứu độc lập. Một mối liên lệ đáng kể tới đồng tính luyến ái được tìm thấy ở gen trên nhiễm sắc thể Xq28 và nhiễm sắc thể thứ 8 ở vùng pericentromeric. Các tác giả kết luận rằng "những phát hiện của chúng tôi, được thực hiện trong bối cảnh của nghiên cứu trước đây, cho thấy rằng sự biến dị di truyền ở từng vùng này góp phần vào quá trình phát triển các đặc điểm tâm lý quan trọng của xu hướng tính dục ở nam giới." Đây là nghiên cứu lớn nhất về cơ sở di truyền của đồng tính luyến ái cho đến này và được công bố trực tiếp vào tháng 11 năm 2014.

### Hormone
Thuyết hormone tính dục cho rằng cũng giống như việc tiếp xúc với một số hormone nhất định đóng vai trò trong việc phân biệt giới tính của thai nhi, thì việc tiếp xúc với hormone cũng ảnh hưởng đến xu hướng tính dục hình thành về sau ở người trưởng thành. Hormone bào thai có thể được coi là yếu tố ảnh hưởng chính đến xu hướng tính dục của người trưởng thành hoặc coi như một yếu tố đồng tác động với gen hoặc điều kiện môi trường và xã hội.
Đối với con người, thông thường nữ giới sở hữu hai nhiễm sắc thể giới tính X, trong khi nam giới có một X và một Y. Con đường phát triển mặc định của một bào thai là nữ giới, nhiễm sắc thể Y là thứ gây nên những thay đổi cần thiết để chuyển sang con đường phát triển của nam giới. Quá trình biệt hóa này được thúc đẩy bởi nội tiết tố androgen, chủ yếu là testosterone và dihydrotestosterone (DHT). Tinh hoàn mới hình thành ở thai nhi chịu trách nhiệm tiết ra nội tiết tố androgen mà về sau hợp tác trong việc thúc đẩy sự phân hóa giới tính của thai nhi đang phát triển, bao gồm cả não của nó. Điều này dẫn đến sự khác biệt về giới tính giữa nam và nữ. Thực tế này đã khiến một số nhà khoa học thử nghiệm kết quả của việc điều chỉnh mức độ tiếp xúc androgen ở động vật có vú trong thời kỳ bào thai và đầu đời theo nhiều cách khác nhau.

### Thứ tự sinh con
Một số lượng lớn các nghiên cứu đã chứng minh rằng xác suất một người đàn ông lớn lên trở thành người đồng tính nam tăng lên với mỗi người anh trai mà anh ta có từ cùng một mẹ. Đây được gọi là hiệu ứng thứ tự sinh anh em (FBO), các nhà khoa học cho rằng đây là một cơ chế sinh học tiền sinh sản - cụ thể là phản ứng miễn dịch của người mẹ đối với bào thai nam - vì hiệu ứng này chỉ xuất hiện ở những người đàn ông có anh trai ruột và không có ở những người đàn ông có anh trai kế và anh em trai nuôi. Quá trình này, được gọi là giả thuyết miễn dịch ở người mẹ (MIH), sẽ bắt đầu khi các tế bào từ bào thai nam xâm nhập vào hệ tuần hoàn của người mẹ trong thai kỳ. Các tế bào này mang protein Y, được cho là có vai trò trong quá trình nam tính hóa não (phân biệt giới tính) trong quá trình phát triển của thai nhi. Hệ thống miễn dịch của người mẹ hình thành các kháng thể đối với các protein Y này. Những kháng thể này sau đó được giải phóng lên bào thai nam tương lai và can thiệp vào vai trò nam tính hóa của protein Y, để lại các vùng não chịu trách nhiệm về xu hướng tính dục vẫn giữ cách sắp xếp 'mặc định' dành cho nữ giới điển hình, khiến người con bị tiếp xúc với kháng thể này có thu hút với nam giới nhiều hơn nữ giới. Bằng chứng sinh hóa cho giả thuyết này được xác định vào năm 2017, phát hiện ra rằng những bà mẹ có con trai đồng tính, đặc biệt là những người có anh trai, có mức độ phản đối cơ thể với NLGN4Y Y-protein cao hơn đáng kể so với những bà mẹ có con trai dị tính.
Hiệu ứng này trở nên mạnh mẽ hơn với mỗi lần mang thai con trai kế tiếp, có nghĩa là tỷ lệ con trai tiếp theo là đồng tính nam tăng 38-48%. Điều này không có nghĩa rằng tất cả hoặc hầu hết các con trai sẽ đồng tính sau một vài lần mang thai con trai, mà đúng hơn là tỷ lệ sinh con trai đồng tính tăng từ khoảng 2% đối với con trai đầu lòng, lên 4% đối với con thứ hai, 6% đối với con thứ ba và tiếp theo. Các nhà khoa học đã ước tính từ 15% đến 29% nam giới đồng tính nam có thể đã thừa hưởng xu hướng tính dục của họ qua hiệu ứng này, nhưng con số có thể cao hơn, vì những lần sảy thai trước đó và phá thai ở bào thai nam có thể khiến mẹ họ tiếp xúc với kháng nguyên liên kết với Y. Hiệu ứng thứ tự sinh anh em có thể sẽ không được áp dụng cho những đứa con trai đầu lòng đồng tính; thay vào đó, các nhà khoa học cho biết họ có thể đã thừa hưởng xu hướng tính dục của mình bởi gen, hormone tiền sinh sản và các phản ứng miễn dịch khác của người mẹ cũng ảnh hưởng đến sự phát triển của não. Hiệu ứng này trở nên vô hiệu nếu người đàn ông thuận tay trái. Ray Blanchard và Anthony Bogaert được cho là đã phát hiện ra hiệu ứng này vào những năm 1990, và Blanchard mô tả nó là "một trong những biến số dịch tễ học đáng tin cậy nhất từng được xác định trong lĩnh vực nghiên cứu về xu hướng tính dục". J. Michael Bailey và Jacques Balthazart nói rằng hiệu ứng FBO chứng tỏ rằng xu hướng tính dục chịu sự ảnh hưởng mạnh mẽ bởi các cơ chế sinh học tiền sinh sản hơn là các yếu tố không xác định trong quá trình xã hội hóa.

### Yếu tố môi trường
Trong lĩnh vực di truyền, bất kỳ yếu tố nào không phải là yếu tố di truyền đều được coi là ảnh hưởng của ngoại cảnh. Tuy nhiên, ảnh hưởng của ngoại cảnh không có nghĩa là môi trường xã hội ảnh hưởng hoặc góp phần vào sự phát triển của xu hướng tính dục. Có một môi trường phi xã hội rộng lớn không mang tính di truyền nhưng vẫn mang tính sinh học, chẳng hạn như quá trình phát triển tiền sinh sản, có thể một phần giúp hình thành nên xu hướng tính dục.:76 Không có bằng chứng xác thực nào chứng minh cho giả thuyết rằng trải nghiệm thời thơ ấu, phương pháp nuôi dạy con cái, lạm dụng tình dục hoặc các sự kiện bất lợi khác trong cuộc sống ảnh hưởng đến xu hướng tính dục. Các giả thuyết về tác động của môi trường xã hội sau sinh lên khuynh hướng tình dục còn thiếu tính xác thực đặc biệt là đối với nam giới. Thái độ của cha mẹ có thể ảnh hưởng đến việc trẻ có công khai xu hướng tính dục của mình hay không.

### Ảnh hưởng: tuyên bố của các tổ chức nghề nghiệp
Học viện Nhi khoa Hoa Kỳ vào năm 2004 đã tuyên bố:
Cơ chế của quá trình hình thành một xu hướng tính dục cụ thể vẫn chưa được xác định nhưng các tài liệu hiện tại và hầu hết các học giả trong lĩnh vực này cho rằng xu hướng tính dục của một người không phải là một sự lựa chọn;  nghĩa là các cá nhân không chọn là đồng tính luyến ái hoặc dị tính luyến ái.  Nhiều giả thuyết về các yếu tố ảnh hưởng đến xu hướng tính dục đã được đưa ra. Xu hướng tính dục có lẽ không do bất kỳ một yếu tố nhất định nào mà sự kết hợp giữa yếu tố di truyền, hormone, tác động của ngoại cảnh. Trong những thập kỷ gần đây, các giả thuyết dựa vào sinh học được các chuyên gia chú trọng. Tuy nhiên, vẫn còn nhiều tranh cãi và sự thiếu chắc chắn về nguồn gốc của đa dạng xu hướng tính dục loài người, không có bằng chứng khoa học nào chỉ ra rằng phương pháp nuôi dạy khác thường, lạm dụng tình dục hoặc các sự kiện bất lợi khác trong cuộc sống ảnh hưởng tới xu hướng tính dục. Kiến thức hiện tại cho thấy rằng xu hướng tính dục thường hình thành khi còn nhỏ.

Hiệp hội Tâm lý Hoa Kỳ, Hiệp hội Tâm thần Hoa Kỳ, và Hiệp hội Quốc gia về Công tác Xã hội vào năm 2006 đã tuyên bố:
Hiện tại, không có sự đồng thuận khoa học về các yếu tố cụ thể khiến một cá nhân trở thành người dị tính, đồng tính luyến ái hoặc song tính - bao gồm các hiệu ứng sinh học, tâm lý hoặc xã hội có thể có từ xu hướng tính dục của cha mẹ. Tuy nhiên, bằng chứng có sẵn cho thấy phần lớn những người trưởng thành đồng tính nữ và đồng tính nam được nuôi dưỡng bởi cha mẹ dị tính và phần lớn trẻ em được nuôi dưỡng bởi các phụ huynh đồng tính nữ và đồng tính nam cuối cùng lớn lên là người dị tính.

Trường Cao đẳng Tâm lý Hoàng gia vào năm 2007 tuyên bố:
Mặc dù dành gần một thế kỷ phân tích và nghiên cứu tâm lý, không có bằng chứng thiết thực nào để hỗ trợ đề xuất rằng bản chất của việc nuôi dạy con cái hoặc trải nghiệm thời thơ ấu đóng bất kỳ vai trò nào trong việc hình thành xu hướng dị tính hoặc đồng tính của một người. Ta có thể thấy rằng xu hướng tính dục là yếu tố sinh học trong tự nhiên, được xác định bởi một sự tương tác phức tạp của các yếu tố di truyền và môi trường trong tử cung vào giai đoạn phát triển sớm của phôi thai. Do đó, xu hướng tình dục không phải là một sự lựa chọn, tuy nhiên hành vi tính dục thì ngược lại.

Hiệp hội Tâm thần học Hoa Kỳ tuyên bố:
Không ai biết nguyên nhân dẫn tới dị tính luyến ái, đồng tính luyến ái hay song tính luyến ái. Đồng tính luyến ái từng được cho rằng là kết quả của động lực từ mối quan hệ gia đình phức tạp hoặc quá trình phát triển tâm lý sai lệch. Những nhận định này giờ đây được nhìn nhận là dựa trên thông tin sai lệch và định kiến.

Một bản tóm tắt pháp lý ngày 26 tháng 9 năm 2007, và được trình bày thay mặt cho Hiệp hội Tâm lý Hoa Kỳ, Hiệp hội Tâm lý California, Hiệp hội Tâm thần Hoa Kỳ, Hiệp hội Quốc gia về Công nhân Xã hội và Hiệp hội Quốc gia về Công nhân Xã hội, Chương California, nêu rõ:
Tuy rằng nhiều nghiên cứu đã xem xét những ảnh hưởng có thể có của gen, hormone, quá trình phát triển, tác động của xã hội và văn hóa tới xu hướng tính dục, nhưng chưa một kết quả nào mang đủ tính xác thực để các nhà khoa học đưa ra kết luận rằng xu hướng tính dục – dị tính, đồng tính hoặc song tính - được quyết định bởi một yếu tố cụ thể hoặc tập hợp nhiều yếu tố. Việc đánh giá của Amici là, mặc dù một số nghiên cứu này có thể hứa hẹn trong việc tạo điều kiện mở rộng vốn hiểu biết về sự phát triển của xu hướng tính dục, nó không cho phép đưa ra kết luận dựa trên những thông tin khoa học được truyền miệng tại thời điểm hiện tại về nguyên nhân hình thành nên xu hướng tính dục, dù là đồng tính, song tính hay dị tính.

## Nỗ lực thay đổi xu hướng tính dục
Nỗ lực thay đổi xu hướng tính dục là những phương pháp nhằm thay đổi xu hướng tính dục đồng giới. Chúng có thể bao gồm các kỹ thuật trị liệu hành vi, liệu pháp hành vi nhận thức, liệu pháp điều chỉnh, kỹ thuật phân tích tâm lý, phương pháp can thiệp y tế, phương pháp can thiệp tôn giáo và tâm linh.
Không có tổ chức chuyên môn sức khỏe tâm thần nào phê chuẩn các hành động nỗ lực thay đổi xu hướng tình dục và hầu như tất cả họ đều áp dụng các tuyên bố chính sách nhằm cảnh báo giới chuyên môn và công chúng về các phương pháp điều trị nhằm mục đích thay đổi xu hướng tính dục. Các tổ chức này bao gồm Hiệp hội Tâm thần học Hoa Kỳ, Hiệp hội Tâm lý Hoa Kỳ, Hiệp hội Tư vấn Hoa Kỳ, Hiệp hội Quốc gia về Nhân viên Xã hội tại Hoa Kỳ, Trường Cao đẳng Tâm lý Hoàng gia, và Hiệp hội Tâm lý Úc.
Năm 2009, Lực lượng đặc nhiệm của Hiệp hội Tâm lý Hoa Kỳ về các phản ứng trị liệu thích hợp đối với xu hướng tính dục đã tiến hành đánh giá có hệ thống các tài liệu tạp chí được bình duyệt về các hành vi nỗ lực thay đổi xu hướng tình dục (SOCE) và kết luận:
Những nỗ lực nhằm thay đổi khuynh hướng tình dục khó có thể thành công và tiềm ẩn nhiều nguy cơ gây tổn hại, trái ngược với tuyên bố của người thi hành và người ủng hộ SOCE. Mặc dù các nghiên cứu và tài liệu lâm sàng chứng minh rằng những hấp dẫn, cảm giác và hành vi tình dục và lãng mạn đồng giới là những biến thể bình thường và tích cực của tính dục loài người, bất kể có bản dạng  xu hướng tính dục như thế nào, nhóm đặc nhiệm kết luận rằng dân số trải qua SOCE có xu hướng đi theo quan điểm tôn giáo bảo thủ khiến họ tìm cách thay đổi xu hướng tính dục của mình. Do đó, việc áp dụng thích hợp các can thiệp trị liệu được chấp nhận cho những người tìm kiếm SOCE bao gồm việc nhà trị liệu chấp nhận, hỗ trợ và thấu hiểu khách hàng và tạo điều kiện cho khách hàng tích cực đối phó, hỗ trợ xã hội và khám phá và phát triển bản sắc, mà không áp đặt một bản dạng tính dục cụ thể.

Vào năm 2012, Tổ chức Y tế Liên M (chi nhánh Bắc và Nam Mỹ của Tổ chức Y tế Thế giới) đã đưa ra một tuyên bố cảnh báo đối với các dịch vụ có mục đích "chữa bệnh" cho những người có xu hướng tính dục không phải dị tính vì họ thiếu sự lý giải về mặt y tế và là mối đe dọa nghiêm trọng đối với sức khỏe và hạnh phúc của những người bị ảnh hưởng, và lưu ý rằng có sự đồng thuận khoa học và chuyên nghiệp toàn cầu trong việc thừa nhận đồng tính luyến ái là một biến thể bình thường và tự nhiên của tính dục loài người và không thể được coi là một tình trạng bệnh lý. Tổ chức Y tế Liên Mỹ cũng kêu gọi chính phủ, tổ chức học thuật, hiệp hội nghề nghiệp và giới truyền thông phơi bày những hành vi này và thúc đẩy sự tôn trọng đối với đa dạng giới. Cơ quan liên kết của Tổ chức Y tế Thế giới lưu ý thêm rằng trẻ vị thành niên đồng tính đôi khi bị buộc phải tham gia các "liệu pháp" này một cách không tự nguyện, bị tước quyền tự do và đôi khi bị cô lập trong vài tháng, và những phát hiện này đã được một số cơ quan của Liên Hợp Quốc báo cáo. Ngoài ra, Tổ chức Y tế Liên Mỹ khuyến nghị rằng những hành vi sai trái này phải bị tố cáo và phải chịu các biện pháp trừng phạt và hình phạt theo luật pháp quốc gia, vì chúng cấu thành vi phạm các nguyên tắc đạo đức về chăm sóc sức khỏe và vi phạm quyền con người được bảo vệ bởi các hiệp định quốc tế và khu vực.
Hiệp hội Quốc gia về Nghiên cứu & Trị liệu Đồng tính luyến ái (NARTH), tự miêu tả mình là một "tổ chức khoa học, chuyên nghiệp mang lại hy vọng cho những ai đang đấu tranh với đồng tính luyến ái ngoài ý muốn," bất đồng quan điểm với cộng đồng sức khỏe tâm lý chính thống về trị liệu chuyển đổi cả về tính hiệu quả của nó lẫn việc miêu tả rằng xu hướng tính dục không phải là một tính chất bất biến nhị nguyên hoặc một căn bệnh mà là một phổ mức độ hấp dẫn tình dục và tình cảm. Hiệp hội Tâm lý học Hoa Kỳ và Trường Cao đẳng Tâm lý Hoàng gia bày tỏ lo ngại rằng lập trường của NARTH không được khoa học ủng hộ và tạo ra một môi trường mà thành kiến và phân biệt đối xử có thể phát triển.

## Đánh giá và định lượng
Các định nghĩa đa dạng và các chuẩn mực xã hội nặng nề về tính dục có thể khiến cho xu hướng tính dục khó để định lượng.

### Những sơ đồ phân loại đầu tiên
Một trong những bản phân loại xu hướng tính dục đầu tiên được đề xuất bởi Karl Heinrich Ulrichs trong một loạt sách nhỏ phát hành nội bộ vào những năm 1860. Bản phân loại này chỉ được dùng để miêu tả nam giới, chia họ thành 3 nhóm cơ bản: dionings, urnings, và uranodionings. Urning còn có thể được phân loại thêm dựa trên mức độ yểu điệu. Những phân loại trên có liên hệ trực tiếp tới những xu hướng tính dục được sử dụng hiện nay: dị tính, đồng tính và song tính. Trong loạt sách nhỏ trên, Ulrichs đã nêu ra một bộ câu hỏi để xác định xem một người nam có phải là urning hay không. Các định nghĩa cho từng danh mục trong bảng phân loại của Ulrichs như sau:
- Dioning – Tương đương với thuật ngữ "dị tính" ngày nay
- Urning – Tương đương với thuật ngữ "đồng tính" ngày nay

Mannling – Một người urning nam tính
Weibling – Một người urning nữ tính
Zwischen – Một người urning vừa nam tính vừa nữ tính
Virilised – Một người urning có hành vi tình dục giống như một người dioning
- Urano-Dioning – Tương đương với thuật ngữ "song tính" ngày nay

Ít nhất là cho đến cuối thế kỉ 19 ở châu Âu, vẫn có những suy đoán cho rằng phạm vi phản ứng tình dục của con người giống như là một continum hơn là hai hoặc ba phân loại riêng biệt. Năm 1896, Magnus Hirschfeld - nhà tình dục học người Berlin đã công bố một sơ đồ đo mức độ ham muốn tình dục của một cá nhân trên hai thang điểm 10 độc lập, A (đồng tính) và B (dị tính). Một cá nhân dị tính có thể là A0, B5; một cá nhân đồng tính có thể là A5, B0; một người vô tính sẽ là A0, B0; và những người hấp dẫn với hai giới tính sẽ là A9, B9.

### Thang Kinsey
Thang Kinsey, hay còn được gọi là Thang Xếp Hạng Dị Tính - Đồng Tính được công bố lần đầu trong cuốn Sexual Behavior in the Human Male (Hành Vi Tình Dục Ở Nam Giới) (1948) của Alfred Kinsey, Wardell Pomeroy và Clyde Martin, đồng thời cũng xuất hiện trong cuốn Sexual Behavior in the Human Female (Hành Vi Tình Dục Ở Nữ Giới) (1953). Thang này được phát triển để chống lại một giả thiết vào thời điểm đó rằng một người chỉ có thể là dị tính hoặc đồng tính và hai loại trên đại diện cho sự đối lập trong thế giới tình dục. Nhận ra rằng một phần đáng kể dân số không hoàn toàn dị tính hay đồng tính và những người như vậy có thể trải nghiệm cả hành vi và phản ứng tâm lý dị tính và đồng tính, Kinsey và cộng sự phát biểu:
Nam giới không đại diện cho hai phần dân số riêng biệt: đồng tính và dị tính. Thế giới cũng không được chia thành cừu và dê. Không phải tất cả mọi thứ đều chỉ có thể trắng hoặc đen... Thế giới sinh vật là một continum trong mỗi một khía cạnh của nó. Chúng ta càng sớm học được điều này khi nói đến hành vi tình dục của con người, thì ta càng sớm có được sự hiểu biết sâu sắc về thực tế của tình dục.— Kinsey và cộng sự. (1948) tr.639.

Thang Kinsey cung cấp bản phân loại xu hướng tính dục dựa trên số lượng tương đối những trải nghiệm hoặc phản ứng tâm lý dị tính và đồng tính của một người tại thời điểm nhất định.  Bản phân loại hoạt động sao cho các cá nhân trong cùng một mục thể hiện sự cân bằng giống nhau giữa các yếu tố dị tính và đồng tính trong quá khứ của họ. Các mức trên thang đo được dựa trên quan hệ giữa đồng tính và dị tính trong quá khứ của một người chứ không phải dựa trên số liệu thực tế của trải nghiệm công khai hay phản ứng tâm lý của họ. Một cá nhân có thể được xếp vào một vị trí trên thang tùy theo các định nghĩa sau đây về điểm của thang:
| Xếp hạng | Mô tả |
| -------- | --- |
| 0        | Hoàn toàn dị tính. Các cá nhân không tiếp xúc cơ thể dẫn đến hưng phấn về tình dục hoặc cực khoái và cũng không có phản ứng tâm lý đối với các cá nhân cùng giới tính với họ.                                              |
| 1        | Chủ yếu dị tính/tình cờ đồng tính. Các cá nhân chỉ có những tiếp xúc đồng tính ngẫu nhiên bao gồm phản ứng về mặt vật lý hay tâm lý hoặc tình cờ có phản ứng tâm lý mà không có tiếp xúc vật lý.                           |
| 2        | Đa phần dị tính/một phần đồng tính. Cá nhân có những trải nghiệm đồng tính trên mức ngẫu nhiên hoặc có phản ứng rõ ràng với kích thích đồng tính.                                                                          |
| 3        | Dị tính/ đồng tính cân bằng. Cá nhân có những trải nghiệm hoặc phản ứng tâm lý cân bằng giữa dị tính và đồng tính. |
| 4        | Đa phần đồng tính, một phần dị tính.Cá nhân có nhiều hơn những hoạt động hoặc phản ứng tâm lý với đồng tính trong khi vẫn duy trì một số lượng hợp lý các hoạt động dị tính hoặc có phản ứng rõ ràng khi tiếp xúc dị tính. |
| 5        | Chủ yếu đồng tính/ chỉ tình cờ dị tính. Cá nhân gần như hoàn toàn đồng tính trong các hành vi cũng như phản ứng. |
| 6        | Hoàn toàn đồng tính. Cá nhân hoàn toàn đồng tính, được ghi nhận trong cả các trải nghiệm công khai cũng như các phản ứng tâm lý của họ.                                                                                    |

Thang Kinsey được ca ngợi vì đã bác bỏ phân loại nhị phân của xu hướng tính dục và mở ra cái nhìn mới đối với tính dục của con người. Mặc dù bảy mục phân loại đã cung cấp một mô tả chính xác hơn về xu hướng tính dục so với thang nhị phân, vẫn còn tồn tại khó khăn trong việc xác định các cá nhân nên thuộc danh mục nào. Trong một nghiên cứu lớn so sánh phản ứng tình dục giữa người đồng tính nam và đồng tính nữ, Masters và Johnson thảo luận về khó khăn khi xếp những người tham gia vào thang Kinsey. Đặc biệt, họ phát hiện ra những khó khăn trong việc xác định số lượng tương đối các trải nghiệm và phản ứng dị tính và đồng tính trong quá khứ của một người khi sử dụng thang. Họ báo cáo rằng rất khó để ấn định xếp hạng 2-4 cho các cá nhân có nhiều trải nghiệm dị tính và đồng tính. Khi một người có quá khứ gồm một số lượng đáng kể trải nghiệm dị tính và đồng tính, sẽ rất khó để cá nhân đó có thể hoàn toàn khách quan trong việc đánh giá số lượng tương đối của mỗi phần.
Weinrich cùng cộng sự (1993) và Weinberg cùng cộng sự (1994) đã chỉ trích thang đo vì gộp những cá nhân khác nhau dựa trên các khía cạnh khác nhau của tính dục vào chung một phân loại. Khi thực hiện thang đo, Kinsey xem xét hai khía cạnh của xu hướng tính dục: trải nghiệm tình dục công khai và phản ứng tâm lý tính dục. Những thông tin có giá trị bị mất khi thu gọn hai giá trị vào trong một điểm cuối cùng. Người chỉ có chủ yếu phản ứng đồng giới khác với người tương đối ít phản ứng nhưng lại có nhiều trải nghiệm đồng giới. Sẽ khá đơn giản nếu Kinsey xét hai khía cạnh một cách riêng biệt và báo cáo điểm một cách độc lập để tránh mất thông tin. Hơn thế nữa, có nhiều hơn hai khía cạnh của tính dục để đánh giá. Ngoài hành vi và phản ứng, người ta cũng có thể đánh giá sự thu hút, bản dạng, lối sống,.. Điều này được giải quyết bởi Lưới Xu Hướng Tính Dục Klein.
Vấn đề thứ ba của thang Kinsey là vì nó cho rằng mức độ dị tính và đồng tính là thông số trên cùng một thang đo khiến cho đồng tính trở thành sự đánh đổi của dị tính và ngược lại (ví dụ mức độ dị tính càng cao thì mức độ đồng tính càng thấp). Nghiên cứu năm 1970 về tính nam và tính nữ cho thấy các khái niệm về nam tính và nữ tính được đo lường một cách thích hợp hơn bằng các khái niệm độc lập trên thang đo riêng biệt hơn là một continum với mỗi đầu đại diện cho các thái cực đối lập. Khi so sánh trên cùng một thang đo, chúng như một thể cân bằng đối lập, theo đó để trở nên nữ tính hơn thì người ta phải ít nam tính hơn và ngược lại. Tuy nhiên, nếu chúng được coi là khía cạnh riêng biệt, một người có thể đồng thời rất nam tính và rất nữ tính. Tương tự, đánh giá dị tính và đồng tính trên thang đo riêng biệt cho phép một người có thể vừa rất đồng tính và vừa rất dị tính hoặc không cái nào quá nhiều. Khi chúng được đo độc lập, độ đồng tính và dị tính có thể được xác định độc lập hơn là sự cân bằng giữa dị tính và đồng tính như khi xác định bằng Thang Kinsey.

### Lưới Xu Hướng Tính Dục Klein
Để đáp lại những lời chỉ trích về việc thang Kinsey chỉ đo hai khía cạnh của xu hướng tính dục, Fritz Klein đã phát triển lưới xu hướng tính dục Klein (KSOG), một thang đo đa chiều để mô tả xu hướng tính dục. Được giới thiệu trong cuốn sách The Bisexual Option (1978) của Klein, KSOG sử dụng thang điểm 7 để đánh giá bảy khía cạnh khác nhau của tính dục tại ba thời điểm khác nhau trong cuộc đời của một cá nhân: quá khứ (từ đầu tuổi vị thành niên đến một năm trước), hiện tại (trong 12 tháng qua), và lý tưởng (bạn sẽ chọn gì nếu đó hoàn toàn là lựa chọn của bạn).

### Hệ thống đánh giá Xu hướng Tính dục Sell
Hệ thống Đánh Giá Xu Hướng Tính Dục SellS (SASO) được phát triển để giải quyết các vấn đề quan trọng đối với Thang đo Kinsey và Lưới Xu Hướng Tính Dục Klein. Từ đó đo xu hướng tính dục trên một continum, xem xét các khía cạnh khác nhau của xu hướng tính dục và đánh giá mức độ đồng tính luyến ái và dị tính luyến ái riêng biệt cho mỗi cá nhân. Thay vì đưa ra giải pháp cuối cùng cho câu hỏi làm thế nào để đo xu hướng tính dục một cách tốt nhất, SASO có mục đích khuyến khích thảo luận và tranh luận về các phép đo xu hướng tính dục.
SASO bao gồm 12 câu hỏi. Sáu trong số đó đánh giá sự hấp dẫn về mặt tình dục, bốn câu đánh giá hành vi tình dục và hai câu đánh giá bản dạng xu hướng tính dục. Đối với mỗi câu hỏi trong thang đo mức độ đồng tính thì sẽ có một câu hỏi tương ứng đo mức độ dị tính hình thành sáu cặp câu hỏi. Tổng hợp tất cả lại với nhau, sáu cặp câu hỏi và các câu trả lời cung cấp sơ lược về xu hướng tính dục của một cá nhân. Tuy nhiên, các kết quả có thể được đơn giản hóa thành bốn bản tóm tắt chỉ dựa trên các câu trả lời tương ứng với đồng tính luyến ái, dị tính luyến ái, song tính luyến ái hoặc vô tính luyến ái.
Trong số tất cả các câu hỏi trên thang điểm, Sell coi những câu hỏi đánh giá sự hấp dẫn tình dục là quan trọng nhất vì hấp dẫn tình dục phản ánh rõ khái niệm xu hướng tính dục hơn so với bản dạng tính dục hoặc hành vi tình dục. Sell định nghĩa xu hướng tính dục là "mức độ bị hấp dẫn về mặt tình dục đối với những người khác giới tính, đồng giới, cả hai giới hoặc không giới nào". Bản dạng và hành vi được đo lường như những thông tin bổ sung vì chúng đều gắn chặt với sự hấp dẫn tình dục và xu hướng tính dục. Chưa có chỉ trích nghiêm trọng nào đối với hệ thống đánh giá này, nhưng độ tin cậy và hiệu lực của nó phần lớn vẫn chưa được kiểm chứng.

### Khó khăn khi đánh giá
Nghiên cứu tập trung vào xu hướng tính dục sử dụng các thang đánh giá để xác định một người thuộc nhóm tính dục nào. Người ta cho rằng những thang đo này có thể xác định và phân loại một cách đáng tin cậy mọi người theo xu hướng tính dục của họ. Tuy nhiên, rất khó để xác định xu hướng tính dục của một cá nhân thông qua các thang đánh giá do sự mơ hồ về định nghĩa xu hướng tính dục. Nói chung, có ba yếu tố của xu hướng tính dục được sử dụng trong đánh giá. Họ sử dụng các định nghĩa và ví dụ để đánh giá như sau:
| Thành phần        | Định nghĩa | Câu hỏi |
| ----------------- | --- | --- |
| Hấp dẫn tình dục  | Sự hấp dẫn đối với một giới tính hoặc ham muốn có quan hệ tình dục hoặc ở trong một mối quan hệ chủ yếu dựa trên tình cảm, hoặc tình dục với một hoặc hai giới tính.                                       | "Bạn đã bao giờ bị hấp dẫn về mặt tình cảm với nam giới?" "Bạn đã bao giờ bị hấp dẫn về mặt tình cảm với nữ giới?" |
| Hành vi tình dục  | "Bất kì hành động tự nguyện nào liên quan đến tiếp xúc bộ phận sinh dục và sự phấn khích hoặc hưng phấn tình dục, tức là cảm giác thực sự bị kích thích, ngay cả khi giao hợp hoặc cực khoái không xảy ra" | "Bạn đã bao giờ có một mối quan hệ với ai đó cùng giới tính với mình mà dẫn đến cực khoái tình dục?" |
| Bản dạng tính dục | Lựa chọn cá nhân, các nhãn dán ràng buộc về mặt xã hội và lịch sử gắn liền với nhận thức và ý nghĩa về bản dạng tính dục mà một cá nhân có.                                                                | "Chọn từ sáu lựa chọn sau: đồng tính nam hay đồng tính nữ; song tính nhưng phần lớn đồng tính luyến ái; song tính cân bằng giữa đồng tính luyến ái và dị tính luyến ái; song tính nhưng phần lớn là dị tính luyến ái; dị tính; và không chắc chắn, không biết chắc chắn." |

Mặc dù hấp dẫn tình dục, hành vi tình dục và bản dạng tính dục đều là các yếu tố của xu hướng tính dục, nếu một người được xác định bởi một trong những khía cạnh trên nhưng lại có điểm tương đồng với người được xác định bởi khía cạnh khác thì không quan trọng khía cạnh nào được sử dụng để đánh giá xu hướng. "Hầu như không có mối liên kết chặt chẽ nào giữa số lượng và sự kết hợp của hành vi đồng tính và dị tính trong tiểu sử của một người với việc người đó lựa chọn tự dán nhãn mình là song tính, đồng tính hoặc dị tính".  Các cá nhân thường trải nghiệm những hấp dẫn và hành vi đa dạng có thể phản ánh sự tò mò, thử trải nghiệm, áp lực xã hội và không nhất thiết là dấu hiệu của xu hướng tính dục tiềm ẩn. Ví dụ, một người phụ nữ có thể có những mơ tưởng hoặc ý nghĩ về việc quan hệ tình dục với một người phụ nữ khác nhưng không bao giờ thực hiện chúng và chỉ quan hệ với người khác giới. Nếu xu hướng tính dục được đánh giá dựa trên hấp dẫn tình dục của một người thì cá nhân trên sẽ được coi là đồng tính, dù hành vi của cô ấy lại thể hiện sự dị tính.
Vì không có nghiên cứu nào chỉ ra thành phần nào trong ba thành phần trên cần thiết trong việc xác định xu hướng tính dục, cả ba thành phần này đều được sử dụng độc lập và đưa ra các kết luận khác nhau về xu hướng tính dục. Savin Williams (2006) thảo luận về vấn đề này và lưu ý rằng bằng cách dựa trên một thành phần để phát hiện xu hướng tính dục, các nhà nghiên cứu có thể không thực sự nắm bắt được phần dân số được hướng tới. Ví dụ: nếu đồng tính luyến ái được định nghĩa bởi hành vi đồng giới thì những người đồng tính trinh trắng sẽ bị bỏ qua, những người dị tính thực hiện hành vi đồng tính vì lý do khác thay vì hưng phấn tình dục sẽ bị tính nhầm, và những người bị hấp dẫn bởi người đồng giới nhưng chỉ có quan hệ với người khác giới sẽ bị loại trừ.  Do số lượng người hạn chế mà mỗi thành phần thống kê được, người sử dụng nghiên cứu nên thận trọng trong việc khái quát hóa những phát hiện này.
Một trong những cách sử dụng thang đo đánh giá xu hướng tính dục là xác định mức độ phổ biến của các xu hướng tính dục khác nhau trong một quần thể. Tùy thuộc vào độ tuổi, văn hóa và giới tính của đối tượng, tỷ lệ phổ biến của đồng tính luyến ái sẽ khác nhau tùy theo việc thành phần nào của xu hướng tính dục đang được đánh giá: hấp dẫn tình dục, hành vi tình dục hoặc bản dạng tính dục. Đánh giá hấp dẫn tình dục sẽ mang lại tỷ lệ đồng tính luyến ái cao nhất trong một quần thể, theo đó tỷ lệ cá nhân cho biết họ là người bị thu hút bởi người cùng giới lớn hơn từ hai đến ba lần so với tỷ lệ báo cáo hành vi đồng tính hoặc xác định là đồng tính nam, đồng tính nữ hoặc song tính. Hơn nữa, các báo cáo về hành vi đồng tính thường vượt quá các báo cáo về nhận dạng đồng tính nam, đồng tính nữ hoặc song tính. Biểu đồ sau đây cho thấy mức độ phổ biến của đồng tính luyến ái có thể khác nhau tùy thuộc vào độ tuổi, vị trí và thành phần của xu hướng tính dục đang được đánh giá:
|                            | Hấp dẫn | Hấp dẫn  | Hành vi | Hành vi  | Bản dạng | Bản dạng |
| -------------------------- | ------- | -------- | ------- | -------- | -------- | -------- |
| Cuốc gia: Nhóm tuổi        | Nữ giới | Nam giới | Nữ giới | Nam giới | Nữ giới  | Nam giới |
| Hoa Kì: Thiếu niên         | 6%      | 3%       | 11%     | 5%       | 8%       | 3%       |
| Hoa Kì: Thanh niên         | 13%     | 5%       | 4%      | 3%       | 4%       | 3%       |
| Hoa Kì: Người trưởng thành | 8%      | 8%       | 4%      | 9%       | 1%       | 2%       |
| Úc: Người trưởng thành     | 17%     | 15%      | 8%      | 16%      | 4%       | 7%       |
| Thổ Nhĩ Kì: Thanh niên     | 7%      | 6%       | 4%      | 5%       | 2%       | 2%       |
| Na Uy: Thanh Niên          | 21%     | 9%       | 7%      | 6%       | 5%       | 5%       |

Sự khác biệt về mức độ phổ biến được phản ánh trong phản ứng không nhất quán của một người đối với các thành phần khác nhau của xu hướng tính dục trong cùng một nghiên cứu và sự bất ổn định trong phản ứng của họ theo thời gian. Laumann và cộng sự (1994) phát hiện ra rằng trong số những người trưởng thành đồng tính ở Hoa Kỳ, 20% số người được đánh giá là đồng tính theo một thành phần của xu hướng tính dục thì cũng đồng tính ở hai khía cạnh còn lại và 70% số người chỉ có phản ứng phù hợp với một trong ba khía cạnh của đồng tính luyến ái. Hơn nữa, tính dục có thể linh hoạt; ví dụ, bản dạng xu hướng tính dục của một người không nhất thiết ổn định hoặc nhất quán theo thời gian mà có thể thay đổi trong suốt cuộc đời. Diamond (2003) phát hiện ra rằng trong hơn 7 năm, 2/3 phụ nữ thay đổi bản dạng tính dục của họ ít nhất một lần với nhiều báo cáo rằng nhãn dán này không đủ để nắm bắt sự đa dạng của cảm xúc tình dục hoặc tình cảm của họ. Hơn nữa, có những phụ nữ từ bỏ nhãn dán song tính và đồng tính nữ nhưng không từ bỏ tình dục đồng giới và thừa nhận khả năng có những hấp dẫn hoặc hành vi đồng tính trong tương lai. Một phụ nữ chia sẻ rằng "Tôi phần lớn là thẳng nhưng tôi là kiểu người mà khi hoàn cảnh thích hợp xảy đến, nó sẽ thay đổi quan điểm của tôi". Do đó, các cá nhân được phân loại là đồng tính trong một nghiên cứu có thể không được xác định giống như vậy trong một nghiên cứu khác tùy thuộc vào thành phần nào được đánh giá và thời gian mà đánh giá được thực hiện, gây khó khăn cho việc xác định ai là đồng tính và ai không cũng như tỷ lệ chung trong một số lượng người.

#### Kết luận
Tùy thuộc vào thành phần nào của xu hướng tình dục được đánh giá và tham khảo, ta có thể rút ra các kết luận khác nhau về tầm quan trọng của tỷ lệ phổ biến đồng tính luyến ái trong thế giới thực. Việc biết được bao nhiêu phần trăm dân số được tạo thành từ các cá nhân đồng tính luyến ái ảnh hưởng đến cách quần thể này được công chúng và các cơ quan chính phủ nhìn nhận hoặc đối xử. Ví dụ, nếu các cá nhân đồng tính luyến ái chỉ chiếm 1% dân số nói chung, họ sẽ dễ bị bỏ qua về mặt chính trị hơn so với khi họ chiếm một phần phiếu bầu lớn hơn hầu hết các dân tộc và nhóm thiểu số. Nếu số lượng tương đối nhỏ thì rất khó để thuyết phục cộng đồng về các chương trình và dịch vụ dành cho người đồng tính, các phương tiện thông tin đại chúng đưa các hình mẫu về người đồng tính hoặc Liên minh Đồng tính/ Thẳng trong trường học. Vì lý do này, vào những năm 1970 Bruce Voeller, chủ tịch Lực lượng Đặc nhiệm Quốc gia về Đồng tính nam và Đồng tính nữ (National Gay and Lesbian Task Force) duy trì một niềm tin chung phổ biến nhưng thiếu chính xác, rằng tỷ lệ đồng tính luyến ái là 10% trên toàn dân số, tính trung bình là 13% đối với nam và 7% đối với nữ. Voeller đã khái quát hóa phát hiện này và sử dụng nó như một phần của phong trào bảo vệ quyền của người đồng tính hiện đại để thuyết phục các chính trị gia và công chúng rằng "chúng tôi [đồng tính nam và đồng tính nữ] ở khắp mọi nơi".

#### Giải pháp được đề xuất
Trong bài báo "Ai đồng tính? Điều đó có quan trọng không?" ("Who's Gay? Does It Matter?"), Nhà tâm lý học Ritch Savin-Williams đề xuất hai cách tiếp cận khác nhau để đánh giá xu hướng tính dục cho đến khi phát triển được các định nghĩa được xác định đúng, chính xác về tâm trắc học và đã được kiểm chứng, cho phép nghiên cứu xác định một cách đáng tin cậy tỷ lệ, nguyên nhân và hậu quả của đồng tính luyến ái.
Đầu tiên, ông đề xuất nên dành nhiều ưu tiên cho sự kích thích và hấp dẫn tình dục hơn là hành vi và bản dạng bởi vì nó ít có xu hướng bị đánh lừa bởi bản thân hoặc các nhân tố khác, các điều kiện xã hội và ý nghĩa biến đổi. Để đo lường sự hấp dẫn và sự hưng phấn, ông đề xuất rằng các biện pháp sinh học nên được phát triển và sử dụng. Có rất nhiều biện pháp sinh học / sinh lý học tồn tại có thể đo lường xu hướng tình dục như hưng phấn tình dục,quét não, theo dõi mắt, sở thích mùi cơ thể và các biến thể giải phẫu như tỷ lệ chiều dài ngón tay và tay thuận. Thứ hai, Savin-Williams gợi ý rằng các nhà nghiên cứu nên từ bỏ hoàn toàn khái niệm chung về xu hướng tính dục và chỉ đánh giá những thành phần có liên quan đến câu hỏi nghiên cứu đang được điều tra. Lấy ví dụ:
Để đánh giá sự lây nhiễm STDs hay HIV, hãy đo lường hành vi tình dục
Để đánh giá sự gắn bó giữa các cá nhân, hãy đo lường sự hấp dẫn tình dục/tình cảm
Để đánh giá hệ tư tưởng chính trị (political ideology), hãy đo lường bản dạng tính dục.

### Phương tiện đánh giá
Các phương tiện thường được sử dụng bao gồm khảo sát, phỏng vấn, nghiên cứu đa văn hóa, phép đo kích thích thể chất hành vi tình dục, tưởng tượng tình dục hoặc hình mẫu kích dục. Phổ biến nhất là tự báo cáo bằng lời nói hoặc tự dán nhãn, phụ thuộc vào việc cá nhân trả lời có chính xác về họ hay không.

#### Hưng phấn tình dục
Nghiên cứu về hưng phấn tình dục của con người đã chứng minh thành công cách để hiểu nam giới và nữ giới khác nhau như thế nào về giới tính và về xu hướng tính dục. Một phép đo lâm sàng có thể sử dụng hình ảnh chụp quang tuyến dương vật hoặc âm đạo, trong đó độ căng bởi dồn máu ở bộ phận sinh dục được đo trong trạng thái phản ứng khi tiếp xúc với các tài liệu khiêu dâm khác nhau.
Một số nhà nghiên cứu về xu hướng tính dục cho rằng khái niệm này có thể không áp dụng được một cách giống nhau cho cả nam và nữ. Một nghiên cứu về các khuôn mẫu hưng phấn tình dục cho thấy rằng phụ nữ, khác với nam giới, khi xem phim khiêu dâm có hoạt động tình dục nữ-nữ, nam-nam và nam-nữ (quan hệ tình dục bằng miệng hoặc thâm nhập (penetration) thường thể hiện những kiểu hưng phấn không khớp với xu hướng tính dục mà họ tự gắn nhãn. Điều đó có nghĩa, hưng phấn tình dục ở phụ nữ dị tính và đồng tính đối với phim khiêu dâm không khác biệt đáng kể theo giới tính của những người tham gia (nam hoặc nữ) hoặc theo loại hoạt động tình dục (dị tính hoặc đồng tính luyến ái). Ngược lại, các dạng hưng phấn tình dục của nam giới có xu hướng phù hợp hơn với xu hướng tính dục tự nhận của họ, những người đàn ông dị tính thể hiện kích thích dương vật nhiều hơn đối với hoạt động tình dục nữ-nữ và ít kích thích hơn đối với kích thích tình dục nữ-nam và nam-nam; nam giới đồng tính và song tính bị kích thích nhiều hơn bởi các bộ phim mô tả giao hợp nam-nam và ít bị kích thích hơn bởi các kích thích khác.
Một nghiên cứu khác về mô hình kích thích tình dục của nam giới và nữ giới đã xác nhận rằng nam giới và nữ giới có các khuôn kích thích tình dục khác nhau, không phụ thuộc vào xu hướng tính dục của họ. Nghiên cứu cho thấy bộ phận sinh dục của phụ nữ bị kích thích bởi cả con người và không phải con người (nonhuman) từ các bộ phim quay con người ở cả hai giới quan hệ tình dục (dị tính và đồng tính) và từ các video quay lại động vật linh trưởng không phải người (bonobo) quan hệ tình dục. Nam giới không thể hiện bất kỳ kích thích tình dục nào đối với các kích thích thị giác không phải của con người, các kiểu kích thích của họ phù hợp với sở thích tình dục cụ thể của họ (phụ nữ đối với nam giới dị tính và nam giới đối với nam giới đồng tính).
Những nghiên cứu này cho thấy sự khác nhau giữa nam giới và nữ giới về kiểu kích thích tình dục và điều này cũng được phản ánh qua cách bộ phận sinh dục của họ phản ứng với các kích thích tình dục của cả hai giới hoặc thậm chí với các kích thích không phải của con người. Xu hướng tính dục có nhiều khía cạnh (hấp dẫn, hành vi, bản dạng), trong đó hiện nay kích thích tình dục là sản phẩm duy nhất của sự hấp dẫn tình dục có thể đo lường được bằng một số thang phân độ chính xác về thể chất. Do đó, sự thật là phụ nữ bị kích thích khi nhìn thấy các loài linh trưởng không phải con người quan hệ tình dục không có nghĩa là xu hướng tính dục của phụ nữ bao gồm loại hứng thú tình dục này. Một số nhà nghiên cứu cho rằng xu hướng tính dục của phụ nữ ít phụ thuộc vào các kiểu hưng phấn tình dục của họ hơn so với nam giới và các thành phần khác của xu hướng tính dục (như gắn kết tình cảm) phải được tính đến khi mô tả xu hướng tính dục của phụ nữ. Ngược lại, xu hướng tính dục của nam giới có xu hướng chủ yếu tập trung vào yếu tố vật lý của sự hấp dẫn và do đó, cảm xúc tình dục của họ có xu hướng phụ thuộc nhiều hơn vào giới tính.
Gần đây hơn, các nhà khoa học đã bắt đầu tập trung vào việc đo lường những thay đổi trong hoạt động của não liên quan đến hưng phấn tình dục bằng cách sử dụng kỹ thuật quét não. Một nghiên cứu về cách bộ não của nam giới dị tính và đồng tính phản ứng khi nhìn thấy hình ảnh của đàn ông và phụ nữ khỏa thân cho thấy cả nam giới dị tính và đồng tính đều phản ứng tích cực khi nhìn thấy giới tính ưa thích của họ, sử dụng cùng một vùng não. Sự khác biệt nhóm đáng kể duy nhất giữa các xu hướng này được tìm thấy ở hạch hạnh nhân amygdala, một vùng não được biết là có liên quan đến việc điều chỉnh nỗi sợ.

## Văn hóa

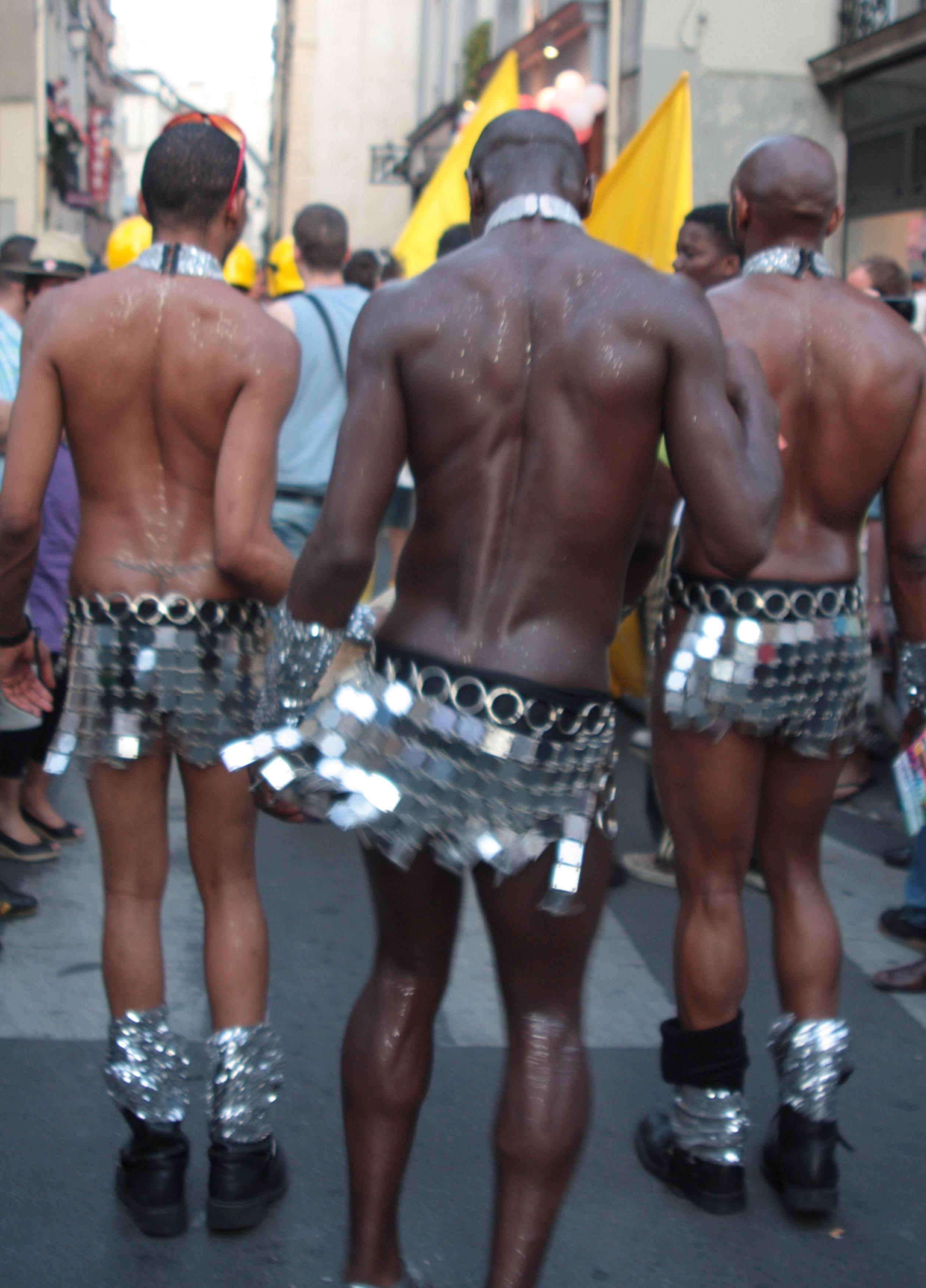
Lễ hội Gay Pride tại Paris, 2009

Nghiên cứu cho thấy xu hướng tính dục không chịu ảnh hưởng của các yếu tố văn hóa và xã hội, nhưng quá trình công khai xu hướng tính dục của một cá nhân có thể bị cản trở bởi môi trường kỳ thị đồng tính/tư tưởng thượng tôn dị tính. Các hệ thống xã hội như tôn giáo, ngôn ngữ và truyền thống dân tộc có thể gây tác động mạnh mẽ đến nhận thức về xu hướng tính dục. Ảnh hưởng của văn hóa có thể làm phức tạp quá trình đo lường xu hướng tính dục. Phần lớn các nghiên cứu thực nghiệm và lâm sàng về cộng đồng LGBT được thực hiện với các nhóm đối tượng nghiên cứu chủ yếu bao gồm người da trắng thuộc tầng lớp trung lưu và có trình độ giáo dục cao. Mặt khác, một vài công trình nghiên cứu cũng đã xem xét nhiều nhóm thuộc các nền văn hóa khác, tuy nhiên, những nghiên cứu này thường bị hạn chế về mặt đa dạng giới tính sinh học cũng như xu hướng tính dục của các đối tượng nghiên cứu. Việc kết hợp xu hướng tính dục với bản dạng văn hóa xã hội có thể là một thách thức đối với các cá nhân thuộc cộng đồng LGBT. Họ có thể không xem xu hướng tính dục của họ là yếu tố xác định bản dạng tính dục của họ, vì họ có thể là người có tính dục linh hoạt, hoặc đơn giản là cảm thấy mình tương thích hơn với một khía cạnh khác của bản dạng (ví dụ như vai trò trong gia đình). Văn hóa Mỹ rất chú trọng vào các thuộc tính cá nhân và xem cái tôi như một hằng số bất biến. Ngược lại, các nền văn hóa Đông Á rất chú trọng đến vai trò xã hội của một người trong các hệ thống phân cấp xã hội, và coi cái tôi như một thực thể linh hoạt và dễ uốn nắn. Những quan điểm văn hóa khác nhau này có nhiều tác động đến nhận thức về bản thân, bao gồm cả nhận thức về xu hướng tính dục.

### Ngôn ngữ
Dịch thuật gây trở ngại đáng kể cho việc so sánh các nền văn hóa với nhau. Nhiều thuật ngữ tiếng Anh không thể được dịch sang các ngôn ngữ khác, và nhiều khái niệm và từ vựng của các ngôn ngữ khác lại không có từ tiếng Anh tương tự. Những trở ngại về dịch thuật và từ vựng không chỉ là vấn đề của riêng tiếng Anh. Ngôn ngữ có thể buộc các cá nhân phải dùng một nhãn xác định phản ánh không chính xác xu hướng tính dục thực sự của họ. Ngôn ngữ cũng có thể dùng để gợi ý cho một người về xu hướng tính dục của đối phương. The meaning of words referencing categories of sexual orientation are negotiated in the mass media in relation to social organization. Ngữ nghĩa của các từ chỉ các nhóm xu hướng tính dục được truyền thông đại chúng thay đổi tùy theo cấu trúc của các mối quan hệ xã hội. Những từ vựng mới có thể được tạo ra để mô tả các thuật ngữ mới hoặc để giúp mô tả tốt hơn các cách hiểu phức tạp về xu hướng tính dục. Một vài từ khác lại có thể có thêm những tầng nghĩa mới. Ví dụ, các thuật ngữ dị tính marido để chỉ "chồng" và mujer để chỉ "vợ" trong tiếng Tây Ban Nha gần đây đã được người Tây Ban Nha thay thế bằng các từ trung lập về giới tính cónyuges hoặc consortes mang nghĩa chỉ "bạn đời".

### Nhận thức
Một người có thể tự đưa ra kết luận về xu hướng tính dục của người khác dựa trên các đặc điểm có thể nhận thức được, chẳng hạn như ngoại hình, quần áo, giọng nói (tham khảo Cách nói chuyện của người đồng tính nam), đi kèm với đó là hành vi ứng xử với người khác. Nỗ lực phát hiện xu hướng tính dục của một người trong các tình huống xã hội đôi khi được gọi một cách thông tục là gaydar (trực giác nhận biết đồng tính). Một số nghiên cứu đã phát hiện ra rằng những phỏng đoán xu hướng tính dục dựa trên ảnh chân dung có độ chính xác cao hơn mức tình cờ. Một nghiên cứu năm 2015 cho rằng "gaydar" là một cách gọi khác cho việc sử dụng các khuôn mẫu về LGBT để suy ra xu hướng tính dục và hình dạng khuôn mặt không phải là một dấu hiệu chính xác để xác định xu hướng tính dục.
Việc ngộ nhận xu hướng tính dục có thể ảnh hưởng đến cách một người được đối xử. Ví dụ, ở Mỹ, FBI đã báo cáo rằng 15,6% số vụ tội phạm kì thị được báo đến cảnh sát vào năm 2004 là "vì kì thị xu hướng tính dục". Theo Quy định về Bình đẳng Việc làm (xu hướng tính dục) của Vương quốc Anh năm 2003, như được phân tích bởi Tổ chức Dịch vụ Tư vấn, Hòa giải và Phân xử (ACAS), "người lao động hoặc người xin việc không được đối xử kém ưu ái hơn vì xu hướng tính dục của họ, xu hướng tính dục người khác nghĩ là của họ, hoặc vì họ có quan hệ với người có xu hướng tính dục cụ thể nào đó."
Trong các nền văn hóa Âu-Mỹ, xu hướng tính dục được định nghĩa là một hoặc nhiều giới tính của những người có sức thu hút về mặt tình cảm và tình dục với một cá thể. Văn hóa Âu-Mỹ thường đặt dị tính luyến ái làm mặc định, trừ khi có chỉ định khác. Các chuẩn mực xã hội, giá trị, truyền thống và luật lệ văn hóa tạo điều kiện phát triển cho dị tính luyến ái, bao gồm các khái niệm như hôn nhân và gia đình. Các nỗ lực đang được thực hiện để thay đổi những thái độ này, và luật pháp đang được thông qua để thúc đẩy bình đẳng.
Một số nền văn hóa khác không có sự phân biệt giữa đồng tính, dị tính và lưỡng tính. Người ta thường phân biệt giới tính của một người theo vai trò tình dục của họ (chủ động / bị động; xâm nhập / tiếp nhận). Theo cách phân biệt này, vai trò thụ động thường được gắn với tính nữ hoặc sự thấp kém, trong khi vai trò chủ động thường gắn liền với tính nam hoặc ưu thế. Ví dụ, một nghiên cứu tại một làng chài nhỏ ở Brazil cho thấy ba loại tình dục dành trong nhóm nam giới: nam giới chỉ quan hệ tình dục với nam giới (luôn ở vai trò thụ động), nam giới chỉ quan hệ tình dục với phụ nữ và nam giới quan hệ tình dục với phụ nữ và nam giới (luôn ở vai trò chủ động). Trong khi những người đà thường xuyên chiếm vai trò thụ động được người dân địa phương coi là một nhóm riêng biệt, thì lại không có sự phân biệt giữa nhóm nam giới chỉ quan hệ tình dục với phụ nữ và nhóm nam giới quan hệ tình dục với cả phụ nữ và nam giới. Chưa có nhiều nghiên cứ về những phụ nữ thu hút cùng giới tính hoặc hành vi tình dục giữa những phụ nữ trong những nhóm có văn hóa này.

### Phân biệt chủng tộc và sự ủng hộ phù hợp với sắc tộc
Tại Hoa Kỳ, các cá nhân LGBT không phải là người da trắng có thể cảm thấy bản thân thuộc nhóm thiểu số kép, bởi họ không được những cộng đồng LGBT với đa số là người da trắng chấp nhận hoặc thấu hiểu, cũng như không được nhóm sắc tộc của họ chấp nhận. Nhiều người trải qua sự phân biệt chủng tộc trong cộng đồng LGBT nói chung, nơi mà những định kiến về chủng tộc kết hợp với những định kiến về giới, chẳng hạn như những người LGBT Mỹ gốc Á được coi là thụ động và nữ tính hơn trong khi những người LGBT Mỹ gốc Phi được coi là nam tính và hung dữ hơn. Có một số mạng lưới hỗ trợ về văn hóa cụ thể cho các cá nhân LGBT đang sinh sống tại Hoa Kỳ, như cộng đồng "Ô Môi" dành cho nữ đồng tính người Mỹ gốc Việt.

### Tôn giáo
Tính dục trong bối cảnh tôn giáo thường là một chủ đề gây tranh cãi, đặc biệt là xu hướng tính dục. Trong quá khứ, nhiều giáo phái khác nhau đã nhìn nhận đồng tính theo quan điểm tiêu cực và áp đặt những hình phạt cho các mối quan hệ đồng giới. Trong thời hiện đại, ngày càng có nhiều tôn giáo và hệ phái tôn giáo chấp nhận đồng tính luyến ái. Có thể tích hợp bản dạng tính dục và bản dạng tôn giáo, tùy thuộc vào cách giải thích của các văn bản tôn giáo.
Một số tổ chức tôn giáo phản đối hoàn toàn khái niệm xu hướng tính dục. Trong bản sửa đổi năm 2014 của quy tắc đạo đức của Hiệp hội các nhà tư vấn Cơ đốc giáo Hoa Kỳ, các thành viên bị cấm "mô tả hoặc giảm thiểu bản dạng và bản chất của con người thành xu hướng tính dục hoặc ám chỉ tính dục", ngay cả khi các tư vấn viên phải thừa nhận quyền cơ bản về khả năng tự quyết định bản dạng cá nhân của khách hàng.

### Internet và truyền thông
Internet đã tác động đến xu hướng tính dục theo hai cách: nó là một phương thức đàm luận phổ biến về chủ đề xu hướng tính dục và bản dạng tính dục, và do đó định hình nên những quan niệm phổ biến; đồng thời, nó cho phép tìm kiếm bạn tình một cách ẩn danh, cũng như tạo điều kiện giao tiếp và kết nối giữa nhiều người hơn.

## Nhân khẩu học
Các cuộc khảo sát khoa học hiện đại cho thấy rằng trên khắp các nền văn hóa, hầu hết mọi người đều cho biết có xu hướng dị tính luyến ái.:8:9-10 Song tính luyến ái có mức độ hấp dẫn tương đối khác nhau đối với người cùng giới hoặc khác giới.:8-9 Nam giới có nhiều khả năng chỉ là người thuần đồng tính luyến ái hơn là cảm thấy thu hút như nhau bởi cả hai giới, trong khi phụ nữ thì ngược lại.:8-9
Các cuộc khảo sát ở các nền văn hóa phương Tây cho thấy trung bình khoảng 93% nam giới và 87% phụ nữ xác định là hoàn toàn dị tính, 4% nam giới và 10% phụ nữ gần như hoàn toàn dị tính, 0,5% nam giới và 1% phụ nữ là song tính đồng đều, 0,5% nam giới và 0,5% nữ giới chủ yếu là đồng tính luyến ái, và 2% nam giới và 0,5% nữ giới là hoàn toàn đồng tính. Phân tích 67 nghiên cứu cho thấy tỷ lệ quan hệ tình dục trong suốt cuộc đời giữa nam giới (bất kể khuynh hướng) là 3-5% tại Đông Á, 6-12% tại Nam và Đông Nam Á, 6-15% tại Đông Âu và 6- 20% tại Châu Mỹ Latinh. Liên minh HIV / AIDS quốc tế ước tính tỷ lệ nam giới quan hệ tình dục đồng giới trên toàn thế giới từ 3 đến 16%.
Tỷ lệ tương đối của quần thể có xu hướng đồng tính luyến ái hoặc lưỡng tính luyến ái có thể thay đổi theo các phương pháp luận và tiêu chí lựa chọn khác nhau. Một báo cáo năm 1998 cho biết thấy những con số thống kê này nằm trong khoảng 2,8 đến 9% đối với nam giới và 1 đến 5% đối với nữ giới ở Hoa Kỳ. Con số này có thể cao tới 12% đối với một số thành phố lớn và thấp nhất là 1% đối với khu vực nông thôn.
Một số lượng nhỏ mọi người không cảm thấy hấp dẫn về mặt tình dục với bất kỳ ai (vô tính luyến ái). Một nghiên cứu vào năm 2004 đã đặt tỷ lệ người vô tính là 1%.

### Dữ liệu Kinsey
Trong Hành vi tình dục ở nam giới (1948) và Hành vi tình dục ở nữ giới (1953), của Alfred C. Kinsey và cộng sự, một nhóm người được yêu cầu đánh giá bản thân theo thang điểm từ hoàn toàn dị tính đến hoàn toàn đồng tính. Kinsey báo cáo rằng khi hành vi và bản dạng của các cá nhân này được phân tích, một số lượng đáng kể có xu hướng ít nhất là lưỡng tính – cụ thể, họ cảm thấy sự hấp dẫn đối với cả hai giới tính, mặc dù thường thì một giới tính được ưu tiên hơn. Tuy nhiên, chỉ một thiểu số nhỏ có thể được coi là song tính hoàn toàn (cảm thấy sức hút ngang nhau đối với cả hai giới). Các phương pháp của Kinsey đã bị chỉ trích là thiếu sót, đặc biệt liên quan đến tính ngẫu nhiên của nhóm đối tượng nghiên cứu của ông – nhóm này bao gồm tù nhân, nam giới hành nghề mại dâm và những người sẵn sàng tham gia thảo luận về các chủ đề tình dục trước đây bị coi là cấm kỵ. Tuy nhiên, Paul Gebhard, giám đốc kế nhiệm của Viện Nghiên cứu Tình dục Kinsey, đã khảo sát lại dữ liệu trong Báo cáo Kinsey và kết luận rằng việc loại bỏ tù nhân và những người hành nghề mại dâm hầu như không ảnh hưởng đến kết quả. Các nhà nghiên cứu gần đây cho rằng Kinsey đã ước tính quá cao tỷ lệ người cảm thấy thu hút bởi người đồng giới vì những sai sót trong phương pháp tuyển đối tượng nghiên cứu của ông.:9:147

## Chủ nghĩa kiến tạo xã hội
Vì xu hướng tính dục vô cùng phức tạp, một số học giả và nhà nghiên cứu, đặc biệt là trong các nghiên cứu về cộng đồng queer, đã cho rằng đây là một khái niệm chịu ảnh hưởng từ cả lịch sử và xã hội. Năm 1976, nhà triết học và sử học Michel Foucault đã lập luận trong cuốn Lịch sử tình dục rằng bản dạng đồng tính luyến ái không tồn tại trong thế kỷ thứ mười tám; thay vào đó, người ta dùng từ "kê gian" để chỉ các hành vi tình dục. Kê gian là một tội thường được bỏ qua, nhưng đôi khi bị trừng phạt nghiêm khắc theo luật lệ chống kê gian. Foucault viết, "'Tính dục' là một phát minh của nhà nước hiện đại, cuộc cách mạng công nghiệp và chủ nghĩa tư bản." Các học giả khác cho rằng có sự tương thích đáng kể giữa đồng tính luyến ái trong thời kì cổ đại và hiện đại. Nhà triết học khoa học Michael Ruse đã tuyên bố rằng phương pháp tiếp cận kiến tạo xã hội theo ảnh hưởng của Foucault chỉ dựa trên việc đọc có chọn lọc tài liệu lịch sử khiến người ta nhầm lẫn giữa sự tồn tại của người đồng tính với cách họ được dán nhãn hoặc đối xử.
Tại nhiều nơi trên thế giới hiện đại, bản dạng tính dục được xác định dựa trên giới tính của bạn tình. Tuy nhiên, ở một số nơi trên thế giới, tính dục thường được định nghĩa theo mặt xã hội dựa trên vai trò tình dục, nói cách khác là dựa trên việc một người là người công hay người thủ. Trong các nền văn hóa phương Tây, mọi người thường dành sự chú trọng cho bản dạng và các cộng đồng đồng tính nam, đồng tính nữ và lưỡng tính. Ở một số nền văn hóa khác, nhãn đồng tính và dị tính không cho thấy toàn bộ bản dạng xã hội hoặc nhấn sự liên kết với cộng đồng dựa trên xu hướng tính dục.
Một số nhà sử học và nhà nghiên cứu Cho rằng các hoạt động tình cảm và mang tính cảm xúc gắn liền với các thuật ngữ  về xu hướng tính dục như "đồng tính" và "dị tính" thay đổi đáng kể theo thời gian và qua các ranh giới văn hóa. Ví dụ, ở nhiều quốc gia nói tiếng Anh, người ta cho rằng nụ hôn đồng giới, đặc biệt là giữa nam giới, là dấu hiệu của đồng tính luyến ái, trong khi nhiều kiểu hôn đồng giới khác nhau lại là biểu hiện phổ biến của tình bạn ở các quốc gia khác. Ngoài ra, nhiều nền văn hóa hiện đại và trong lịch sử có các nghi lễ trang trọng thể hiện sự gắn bó lâu dài giữa những người bạn đồng giới, mặc dù bản thân đồng tính luyến ái là điều cấm kỵ trong các nền văn hóa đó.

## Pháp luật, Chính trị và Thần học
Giáo sư Michael King tuyên bố: "Kết luận của các nhà khoa học đã nghiên cứu về nguồn gốc và sự ổn định của xu hướng tính dục cho rằng đó là một đặc tính của con người được hình thành từ rất sớm trong cuộc đời và có khả năng chống lại sự thay đổi. Bằng chứng khoa học về nguồn gốc của đồng tính luyến ái được coi là có liên quan đến tranh luận thần học và xã hội vì nó đi ngược lại với các ý kiến cho rằng xu hướng tính dục là một lựa chọn."
Năm 1999, giáo sư luật David Cruz đã viết rằng "xu hướng tính dục (và khái niệm liên quan đến nó là đồng tính luyến ái) có thể ám chỉ nhiều thuộc tính khác nhau, đơn lẻ hoặc kết hợp. Điều chưa rõ ràng ngay lúc này là liệu một khái niệm có thể là tối ưu cho tất cả các mục đích xã hội, hợp pháp và hiến pháp hay không."